# رماديون
الرماديون هم نوع من المخلوقات الأسطورية العاقلة غير البشر، ويرجع سبب تسميتهم إلى لون بشرتهم الرمادي، وهو لون لا يدوم طويلا، إذ يتحول إلى لون آخر، كما يميل لونهم إلى صفرة فاتحة عند الشعور بالجوع.
والرماديون كائنات تفتقر إلى ميزات عدة يتميز بها البشر عنهم؛ من أبرزها المشاعر الشخصية، واستشعار المشاعر الغيرية، وهم كائنات عاقلة كالبشر تماما؛ وليسوا بشرا، ولهؤلاء الرماديين فصائل مختلفة؛ منها الفضائي الذي يفضل العيش فوق سطح الأرض، والجوف أرضي الذي يفضل العيش تحت سطح الأرض.

## حالات الخطف
ينسب إليهم (حسب قول المهتمين بهذهِ القضايا) عمليات الخطف غير المبررة، ومنها:
- 1973 : اختطاف باسكاغولا
- 1975 : اختطاف ترافيس والتون
- 1976 : حوادث إختطاف ألاغاش - الولايات المتحدة الأمريكية
- 1979 : حادثة روبرت تايلور - اسكتلندا
- في عقدي السبعينيات والثمانينيات من القرن العشرين: ويتلي استرايبر

## سكان جوف الأرض
تحدث فليب شنايدر عن عالم جوف الأرض وقال في أحد مؤتمراتهِ التي عرضت على بعض القنوات الفضائية: كانت مهنتي مع الحكومة الأمريكية هي ان أعمل على مشروع توسيع قاعدة «دولسي السرية» بالحفر تحت الأرض على عمق ميلين ونصف في المستوى السابع وذلك بحفر شبكة أنفاق بمساحة معينة وعمق معين، ومن ثم تفجيرها للحصول على منطقة فارغة واسعة تلحق بالقاعدة.
فكانت مهمتي هي معاينة نوع الصخور بهدف انتقاء نوع التفجيرات الملائمة لها، فحينما كنا نحفر بداخل الأرض ظهر وبدا لنا من أسفلنا مغارات من الكهوف المنحوتة من قبل بطرق هندسية فنزلنا فيها حيث وجدنا شبكات من الأنفاق محفورة مسبقاً وفيها بعض الأجهزة الغريبة، ثم لاحظنا وجود تلك الكائنات التي عرفت فيما بعد أن اسمهم الرماديين Alien Greys .
فأطلقت النار على اثنين منهم، وأشتبكنا معهم وكنا في ذلك الحين 30 فرداً فقط، لكن نزل إلينا 40 فرداً مدداً لنا بعد بدء المعركة، وجميعهم للأسف قتلوا خلال المعارك لقد فوجئوا بنا تماماً مثلما فوجئنا بهم.
لقد كان عددنا 69 شخصا لم ينجوا منا إلا ثلاثة أشخاص فقط، ولم يقتل من تلك الكائنات ألا أربعة كائنات حسب ما أذكر، لقد كانت أسلحتهم غريبة جدا، ولم تكن طلقاتنا العادية تستطيع الوصول إليهم ولأجسادهم كأن هنالك درع أو شئ يوقفها ربما جهاز حماية متطور نوعا ما.
فأعتقد أنهم كانوا جاهزين لمثل هذه المواقف، على أية حال أعتقد برأيي أننا وصلنا إلى قاعدة فضائية كاملة متوافقة مع وقت الحفر تقبع تحت الأرض هناك، وعرفت فيما بعد أن لهم الكثير من القواعد في أنحاء مختلفة من المعمورة، ولقد أصبت في تلك المعركة إصابة بليغة حيث أصبت بشيء فتح ثقباً في صدري، وتسبب لي فيما بعد بمرض السرطان.
وأضاف شانيدر في شهادته: (إن الولايات المتحدة حاربت ضد هذه الكائنات عام 1979 وقد شاركت أنا في هذه الحرب ضد هذه المخلوقات. وإنه قبل ذلك كانت هناك اتفاقية بين أمريكا والمخلوقات التي تسكن جوف أرضنا، وتسمى بمعاهدة جريادا عام 1954م).
وتنص المعاهدة: أنه بإمكان بشر سكان جوف الكرة الأرضية أن يقوموا بأخذ كمية من الأبقار والحيوانات لتجربة عملية زرع أجهزة عليها أولاً، ثم بإمكانها أن تقوم بممارسة عمليات الزرع على بعض البشر الذين يقومون بانتقائهم بشرط تزويد الحكومة بشكل دوري بأسماء الأشخاص الذين تتم عمليات الزرع عليهم حيث يحتاجون كل عقدين أو أكثر إلى جينات بشرية لإعادة الإنتاج والتكاثر. فلابد للرماديين من الاستنساخ للحفاظ على نوعهم من عدم الانقراض ولكنهم عند تكرار عملية الاستنساخ مراراً وتكراراً فإن الحمض النووي يبدأ في الانهيار مما يضطرهم إلى دمج فروع جديدة من الحمض النووي وإيجاد مصادر خارجية من الحمض النووي للحفاظ على جنسهم من الفناء مما يضطر الرماديون إلى خطف البشر كما يحدث وإجراء التجارب على أنظمتهم الإنجابية والتناسلية وأحياناً خطف الإناث لزرع جنين فيها من أجل إنتاج سلالة جديدة من الرماديين لهم القدرة على الإنجاب.
ويتغذى الرماديون بطريقة معينة تتمثل في امتصاص المواد المغذية عن طريق الجلد وتُفرز الفضلات أيضاً من خلال الجلد.
كما قال شنايدر في أحد مؤتمراته: إن الرماديين عند الأكل يحتاجون إلى تركيزات عالية من الأغشية المخاطية والمواد الغذائية السائلة أو الإنزيمات وهذا هو السبب الذي خلف حوادث القتل والتشويه التي حصلت للماشية.
وبالمقابل تستفيد الولايات المتحدة بتزويدهم لها بأسرار العديد من التقنيات والتي معظمها يوظف لأغراض عسكرية ومنها تكنولوجيا الأطباق الطائرة نفسها ونوعية محركاتها.

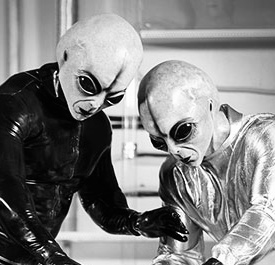
شخصان يرتديان زي الكائنات الفضائية الرمادية الكلاسيكية في مؤتمر الخيال العلمي.

وللعلم لم تكن هذه أول المعاهدات والتعاون فقد حصل ذلك سابقاً من قِبل الحكومة النازية بقيادة هيتلر والذي قام بالفعل بتأسيس برنامج كامل وصنع مركبات الأطباق الطائرة.
لكن مع مرور الوقت بدأ سكان جوف الأرض من الرماديين يخالفون الأعداد المنصوص عليها ضمن الاتفاقية ثم توقفوا تماماً عن إعطاء أسماء البشر الذين يتم إجراء التجارب عليهم مما يعني خرق بنود المعاهدة مما اعتبرته الولايات المتحدة إعلانَ حرب عليها.
وختم فيليب شهادته بالقول: إن التقنيات التي أخذت من هؤلاء القوم استخدمت في وسائل تكنولوجية عسكرية متطورة مثل الطائرة أورورا وبعض طائرات مركز وكالة داربا، للأبحاث المتطورة وغيرها قد طورت من قبل امريكا بالتعاون مع سكان جوف الأرض وهي تشبه في تقنيتها تقنية الأطباق الطائرة وعدد من الأسرار العلمية الخاصة بأبحاث الزمن والسفر عبر الفضاء كالتي تحصل في مراكز مثل معجل سيرن وكذلك ما يحصل من بحوث في المنطقة-51 وأحياناً بإشراف تلك الكائنات).
كانت هذه هي شهادة شنايدر الذي أغتيل من جهات مجهولة بعد هذا الحوار لمجلة سكاي بوقت قصير.
الأغلبية الجازمة من العلماء في مجالات الجيولوجيا والجغرافيا وحتى من متخصصي الكائنات الفضائية يرون أن ما يقوله شنايدر كان مجرد هلوسات علمية لاكتساب الشهرة.
إلا أن الصور التي ألحقها شنايدر بشهادته، من ما أطلق عليها المنطقة 51 تثير الاندهاش!
والأكثر هي الظواهر الغريبة التي بدأت تظهر في مناطق بالأرض مثل ظهور حيوانات ماموث في صحراء سيبيريا وكثافة رؤية مركبات الأطباق الطائرة بشكل متكرر في كافة أنحاء العالم خلال الفترة الأخيرة.
شنايدر وأتباعه وهم كثر يقولون: (إن هناك دلائل أكثر على وجود ذلك العالم الخفي بجوف الأرض وإن هناك مناطق تعد أبواباً لهذا العالم منها سيبيريا والأهرامات في مصر والمكسيك والكثير من المعالم الكبرى حول العالم هذه الأمور كلها سنتطرق إليها ونبحث عن جدواها العلمية).

## الأدلة على وجودهم
لا يوجد دليل مادي أو محسوس على ما حدث، ولذلك إقترح أنصار الحقيقة المادية حول تجارب الاختطاف طرقاً معينة لإثبات ما ورد في التقارير المزعومة حولها.
وعلى سبيل المثال إعتمدوا على أحد الإجراءات لاختبار صحة إحدى التجارب التي زعمت فيها امرأة أنه تم غرس أداة غريبة على شكل إبرة طويلة داخل سرة بطنها، حيث خمن البعض ذلك على أنه شكل من أشكال التنظير الطبي الذي يستخدم عادة لتصوير المعدة.
فإن كان ذلك صحيحاً فإن مقداراً من الغاز الحر سيبقى داخل بطن هذهِ المرأة بعد حدوث الاختطاف ويمكن تأكيد ذلك عبر التصوير بالأشعة السينية X-Ray، وحينها سيعتبر ذلك الغاز الحر شيئاً غريباً للعادة وسيساعد في التبثت من صحة الإجراءات المزعومة التي خضعت لها تلك المرأة.

## وصلات خارجية
- Skeptics Dictionary: Alien abduction